# Cheshmeh Mazār
Cheshmeh Mazār (persiska: چشمه مزار, Cheshmeh Marār) är en ort i Iran.   Den ligger i provinsen Khorasan, i den östra delen av landet, 800 km öster om huvudstaden Teheran. Cheshmeh Mazār ligger 881 meter över havet och antalet invånare är 150.
Terrängen runt Cheshmeh Mazār är platt åt sydost, men åt nordväst är den kuperad. Terrängen runt Cheshmeh Mazār sluttar söderut.Runt Cheshmeh Mazār är det glesbefolkat, med 13 invånare per kvadratkilometer. Närmaste större samhälle är Nashtīfān, 8,8 km öster om Cheshmeh Mazār. Trakten runt Cheshmeh Mazār är ofruktbar med lite eller ingen växtlighet.